# 小行星1321
小行星1321（1321 Majuba）是一颗围绕太阳公转的小行星。1934年5月7日，西里爾·傑克遜在约翰内斯堡发现了此天体。
該小行星以南非的馬朱巴山（Majuba）命名。
这颗小行星的绝对星等为345.8158890364388等。